# Бадаласко (Бергамо)
Бадаласко је насеље у Италији у округу Бергамо, региону Ломбардија.
Према процени из 2011. у насељу је живело 1078 становника. Насеље се налази на надморској висини од 126 м.